# 稲毛台町
稲毛台町（いなげだいちょう/いなげだいまち）は千葉県千葉市稲毛区の地名。郵便番号は263-0032。

## 地理
稲毛区域南部に位置している。稲毛東・小仲台・黒砂台に接する。

### 地価
住宅地の地価は、2014年（平成26年）1月1日に公表された公示地価によれば、稲毛台町27-4の地点で24万5000円/m2となっている。稲毛区内で最も地価が高い。

## 歴史

### 沿革
- 1958年2月1日 稲毛台町設定。千葉市稲毛町2丁目の一部が千葉市稲毛台町となる。
- 1965年1月1日 稲毛町2丁目の一部を編入し、住居表示を施行。
- 1992年4月1日 稲毛区設置により、千葉市稲毛区稲毛台町となる。

## 世帯数と人口
2017年（平成29年）9月30日現在の世帯数と人口は以下の通りである。
| 町丁     | 世帯数    | 人口    |
| -------- | --------- | ------- |
| 稲毛台町 | 1,194世帯 | 2,653人 |

## 小・中学校の学区
市立小・中学校に通う場合、学区は以下の通りとなる。
| 番地 | 小学校             | 中学校             |
| ---- | ------------------ | ------------------ |
| 全域 | 千葉市立稲丘小学校 | 千葉市立稲毛中学校 |

## 交通

### 鉄道
町域北部をJR総武本線が南北に通るが駅は設置されていない。

最寄り駅は稲毛駅である。

### バス路線
ちばシティバス
- 美浜リゾート線
- 自動車団地線